# Roger Ranoux
Roger Ranoux, nascido em 26 de outubro de 1921 em La Villedieu em Dordonha e falecido em 9 de julho de 2015 em Saint-Astier no mesmo departamento, foi um político francês.
Durante a Segunda Guerra Mundial, ele participou da resistência sob o nome de "Hércules" e tornou-se chefe de departamento das Forças Francesas do Interior em Dordogne.
Ele foi condecorado com a insígnia de um oficial da Legião de Honra por Yves Guéna em 2002. Ele foi nomeado cavaleiro em 1945.